# Pantano

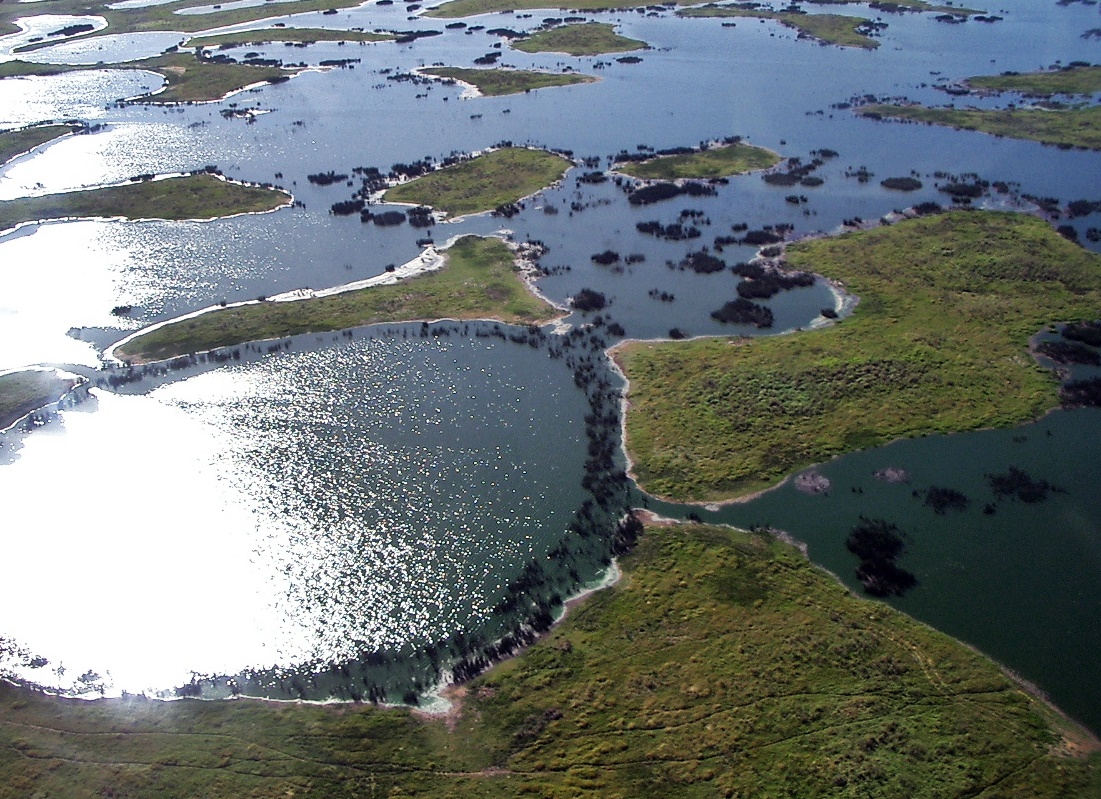
El Pantanal, en Brasil, es el humedal más grande del mundo.

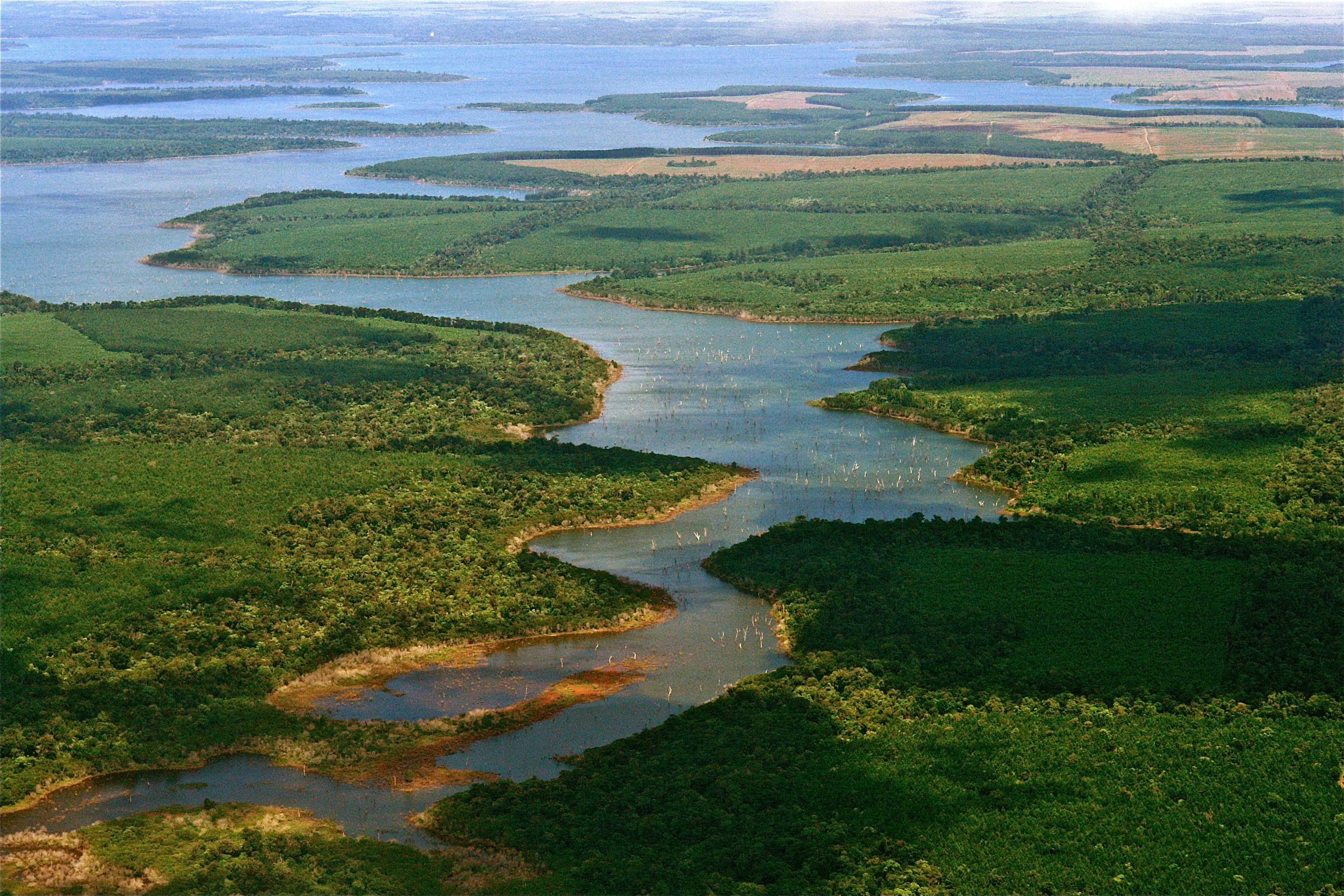
Los Esteros del Iberá, en la provincia de Corrientes, en Argentina, es el segundo humedal más extenso del planeta.

Un pantano o ciénaga es una capa de agua estancada y poco profunda en la cual crece una vegetación acuática que puede llegar a ser muy densa.
La mayoría de las veces, el pantano ocupa, en un valle, la parte abandonada por las aguas de un río, como antiguos meandros, lechos antes muy anchos y luego reducidos por alguna causa que haya afectado al caudal del río. En las regiones semidesérticas no es raro que el endorreísmo dé lugar a la formación de ciénagas extensas cuya área esté sujeta a enormes variaciones estacionales. Los pantanos pueden ser de agua dulce o de agua salada y de marea o sin ella.
En España, también se conoce como pantanos a los embalses. Por su parte, en Venezuela por extensión el vocablo pantano se usa como sinónimo de «lodazal».
Un pantano es un humedal boscoso. Los pantanos se consideran zonas de transición porque tanto la tierra como el agua desempeñan un papel en la creación de este entorno. Los pantanos varían en tamaño y se encuentran en todo el mundo. Los pantanos de agua dulce se forman a lo largo de grandes ríos o lagos donde dependen críticamente del agua de lluvia y de las inundaciones estacionales para mantener las fluctuaciones naturales del nivel del agua. Pantanos de agua salada se encuentran a lo largo de las costas tropicales y subtropicales. Algunos pantanos tienen hammocks, o protuberancias de tierra seca, cubiertas por vegetación acuática, o vegetación que tolera inundaciones periódicas o saturación del suelo. Los dos tipos principales de pantano son los "verdaderos" o bosque pantanoso de agua dulce y los "de transición" o pantano arbustivo. En las regiones del boreal de Canadá, la palabra pantano se utiliza coloquialmente para referirse a lo que formalmente se denomina ciénaga, pantano o muskeg. Algunos de los pantanos más grandes del mundo se encuentran a lo largo de grandes ríos como el Amazonas, el Misisipi y el Congo.

## Hidrología
Las zonas pantanosas se caracterizan por sus suelos saturados y sus aguas de movimiento lento. El agua que se acumula en los pantanos procede de diversas fuentes, como las precipitaciones, las aguas subterráneas, las mareas y/o las inundaciones de agua dulce. Todas estas vías hidrológicas contribuyen a que la energía y los nutrientes entren y salgan del ecosistema. A medida que el agua fluye por el pantano, los nutrientes, sedimentos y contaminantes se filtran de forma natural. Los productos químicos como el fósforo y el nitrógeno que acaban en los cursos de agua son absorbidos y utilizados por las plantas acuáticas del pantano, purificando el agua. Cualquier resto o exceso de productos químicos presentes se acumulará en el fondo del pantano, siendo eliminados del agua y enterrados en el sedimento. El entorno biogeoquímico de un pantano depende de su hidrología, afectando a los niveles y disponibilidad de recursos como el oxígeno, los nutrientes, el pH del agua y la toxicidad, que influirán en todo el ecosistema.

## Ecología

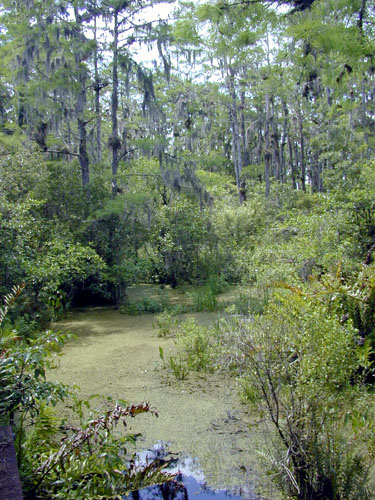
Un pantano o ciénaga de agua dulce en Florida, Estados Unidos.

Es común que en ciertos pantanos, se produzca escorrentía en forma de manto, y el terreno posea habitualmente una o dos especies vegetales de raíces aéreas dominantes (como los manglares de Everglades, en Estados Unidos). En otros tipos de pantanos, el agua circula por canales, pero corre solo en épocas de deshielo o de fuertes precipitaciones lo cual genera la existencia de barro, sedimentos y nutrientes en el pantano, e influye a su vez en que vaya variando estacionalmente la profundidad del agua pantanosa.
Entendido como ecosistema, en las ciénagas conviven distintas plantas sumergidas y flotantes como: algas, lirio de agua, el junco, el arroz silvestre y la enea. Cuando los sedimentos rellenan el fondo del pantano, la vegetación acuática va siendo reemplazada gradualmente por matorrales y, otras veces, por especies propias de tierra firme con gramíneas y árboles de mayor tamaño que hunden sus raíces en el fondo rico en depósitos orgánicos. Los pantanos de agua dulce o salada proporcionan hábitats donde anidar y pasar el invierno a aves marinas, pequeños mamíferos, ranas, cocodrilos, insectos y muchas otras especies hidrofilacios.

## Definición
Los pantanos y los marshes son tipos específicos de humedales que se forman a lo largo de masas de agua que contienen suelos ricos en suelos hídricos. Las marismas son humedales inundados de forma continua o frecuente por masas de agua cercanas, en los que predomina la vegetación emergente de tallo blando y las plantas herbáceas. Los pantanos son humedales formados por suelos saturados o agua estancada y dominados por vegetación leñosa tolerante al agua como arbustos, matorrales y árboles.

### Distinción entre pantano y ciénaga
El francés es impreciso la mayoría de las veces en la distinción marisma/ pantano, por lo demás de la misma raíz. Un pantano es 

una tierra cuyo fondo es húmedo y fangoso como lo son las marismas

. Un humedal. Littré añadió en 1873, un terreno donde hay marismas. El pantano también heredó la mala fama de medio maloliente. La Organización Hidrográfica Internacional no se aventura más.

Terreno bajo, húmedo y fangoso, a veces inundado, donde se extienden las marismas

. En el diccionario Littré, marisma (palus, mare) es una "charca natural o artificial de agua estancada". El diccionario Trevoux, viene un poco al rescate informando "Sauces, álamos, alisos vienen bien en los pantanos". La palabra "inextricable" refuerza regularmente a "marécage" para describir un lugar de difícil acceso por el barro. Los tratados sobre fortificación tratan de las ventajas e inconvenientes de la situación pantanosa. El Dictionnaire de l'Académie française de 1740 equipara marécage con grenouillère, el lugar donde viven las ranas.
La definición dada por la Office québécois de la langue française la aproxima a la definición dada por el inglés a la palabra swamp en Norteamérica, de la que es traducción. 

El término marisma se refiere a una zona de tierra húmeda con una cubierta arbustiva en parte de su superficie (lo que no excluye la presencia de un cierto número de árboles) y donde se extienden marismas

. En una marisma no hay árboles.

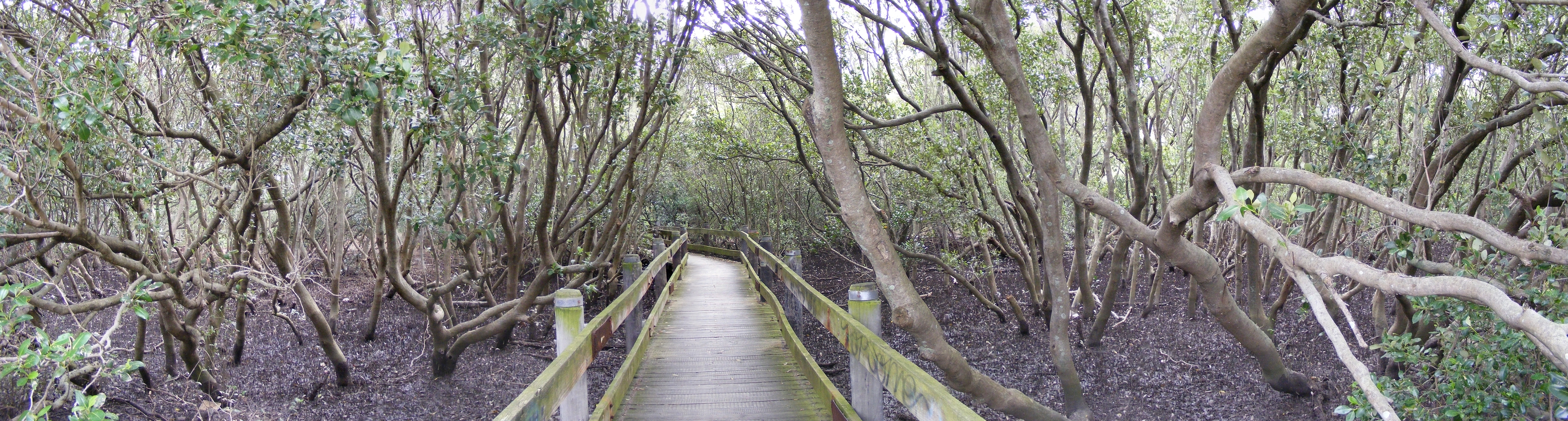
Un pequeño pantano en Padstow, Nueva Gales del Sur, Australia.
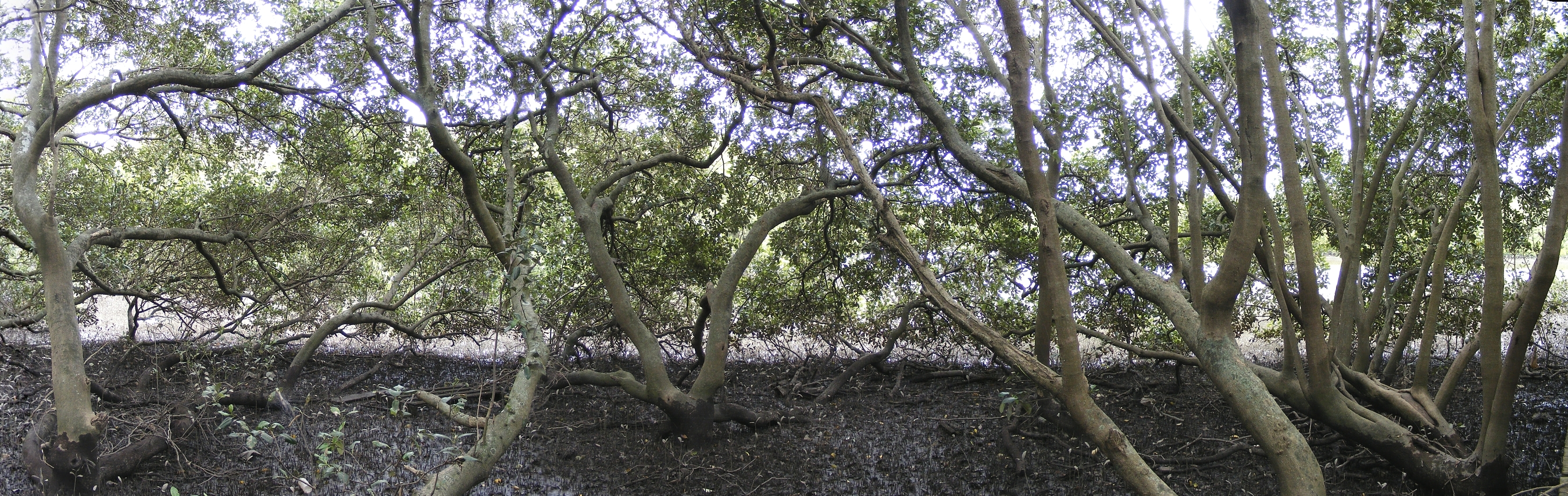
Dentro de una copa de manglar  (en Salt Pan Creek), Nueva Gales del Sur.

En la Europa templada, los terrenos acuáticos sólo son adecuados para alisos, álamos y sauces. Algunas otras especies prosperan en terrenos "frescos" o sólo húmedos, pero las especies de robles, olmos y castaños sólo prosperan en terrenos secos, formados por buenos suelos que sólo retienen suficiente agua después de las lluvias. Lo mismo ocurre con el orden de los Pinales, maderas resinosas que sólo prosperan en suelos pantanosos.

### Distinción con otros términos
En inglés bayous y mangroves pueden considerarse casos especiales de swamp. Además swamp se distingue de pantano :
- el bayou se define primero como un curso de agua relativamente pequeño y perezoso que atraviesa las tierras bajas, o en inglés, normalmente con una corriente lenta y casi imperceptible. En el sureste de Estados Unidos (Luisiana), los swamps también se llaman bayous en inglés. En Luisiana, los swamp o bayous suelen caracterizarse por la presencia de Ciprés calvo y árboles de tupelo (Nyssa sylvatica) y casi siempre se dan en zonas donde predomina el agua dulce.
- Mangrove es en francés un préstamo del inglés (anglicismo). Mangrove en inglés designa primero Rhizophora', en particular Rhizophora mangle de la familia Rhizophoraceae.[19] Por extensión, manglar se refiere al bioma donde crecen estos árboles, en regiones tropicales y subtropicales. En inglés el término es por tanto polysemous, designando tanto al árbol como al lugar donde crece, y por extensión a todos los humedales boscosos costeros. El francés sólo utiliza las dos últimas acepciones, prefiriendo la palabra "palétuvier" para la primera. La expresión manglar pantanoso es la que más se aproxima a la definición francesa de manglar, que también se traduce al francés como marais à mangroves.
- En inglés, Marsh (marais) es un humedal compuesto principalmente de hierbas y roseaux que se encuentra cerca de las orillas de lagos y arroyos, sirviendo como zona de transición entre los ecosistemas terrestres y acuáticos. Un swamp es un humedal compuesto por árboles y arbustos que se encuentra a lo largo de grandes ríos y lagos.[20]
- En el Ecosistemas Boreales de Canadá, la palabra swamp se usa comúnmente para referirse a lo que es más correctamente llamado un bog, bog, fen, o muskeg.
- El francés quebequés prefiere marécage, plé ou plée.[5][16].

El término marisma designa una extensión de terreno húmedo con una cubierta arbustiva en parte de su superficie (lo que no excluye la presencia de un cierto número de árboles) y donde se extienden pantanos.

 En una marisma los árboles están ausentes El francés es impreciso la mayor parte del tiempo en la distinción marais/marécage, por lo demás de la misma raíz. Dans le marécage 

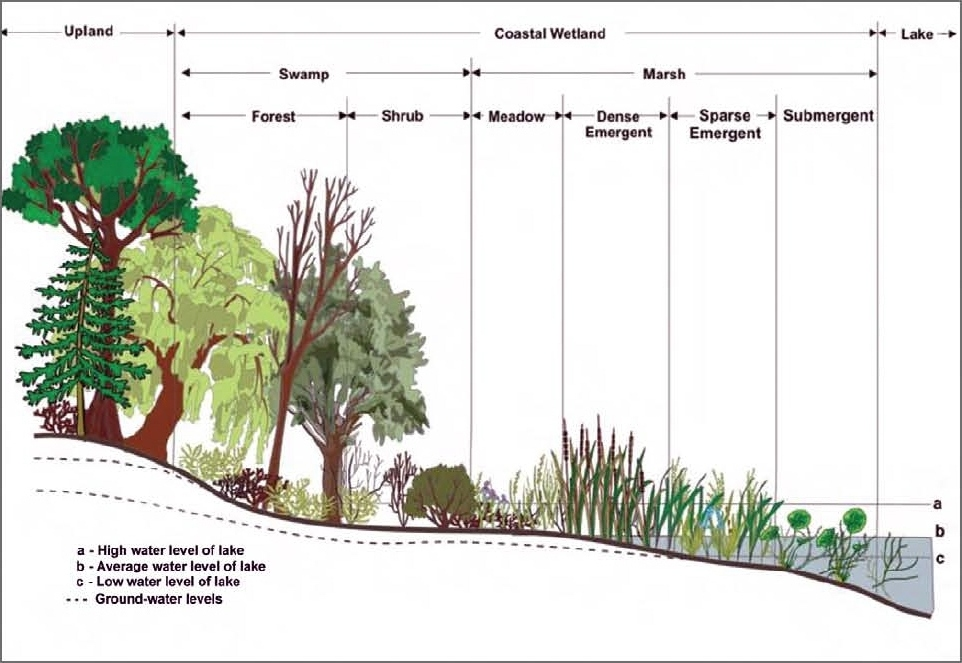
Perfil de una marisma costera típica de los Grandes Lagos, desde el lago hasta las tierras altas, que muestra los cambios en las comunidades vegetales relacionados con los niveles históricos del lago (de Environment Canada, 2002).

s étend des marais·

## Algunos pantanos en el mundo

### África
- Bangweulu, Zambia
- Okavango, Botsuana
- Sudd, Sudán del Sur
- Delta del Níger, Nigeria
- Mare aux Songes, Mauricio

### Asia
- Asmat
- Pantanos de Vasiugán, Rusia
- Candaba Swamp en Apalit y Candaba, Pampanga y Pulilan, Bulacan, Filipinas
- Mangrove Swamp en Karachi, Pakistán
- Myristica Swamp en los Ghats occidentales, India
- Ratargul Swamp Forest en Sylhet, Bangladés
- Sundarbans en India y Bangladés[24]

### Europa
- Sjaunja, Suecia
- Marismas de Pinsk, Bielorrusia
- Reserva natural de Šúr, Eslovaquia
- La Albufera, España

### Norteamérica
- Gran Pantano Negro, Ohio/Indiana, Estados Unidos
- Pocomoke, Maryland, Estados Unidos
- Okefenokee, Georgia/Florida, Estados Unidos
- Lago Reelfoot, Tennessee, Estados Unidos
- Everglades, Florida, Estados Unidos
- Limberlost, Indiana, Estados Unidos
- Lake Martin, Luisiana, Estados Unidos
- Great Dismal Swamp, Virginia y Carolina del Norte, Estados Unidos
- Pantanos de Centla, Tabasco, México
- Bayous:
  - Bayou Lafourche, Lousiana, Estados Unidos
  - Bayou Terrebonne, Lousiana, Estados Unidos
- Ciénaga de Zapata, Cuba
- Humedales de Zuazua, Nuevo León, México

### Sudamérica
- Pantanal, Brasil/Bolivia/Paraguay
- Bosque de várzea, Brasil
- Igapó, Brasil
- Esteros del Iberá, Argentina
- Delta del Paraná, Argentina
- Bañado La Estrella, Argentina
- Bañados de Izozog, Bolivia
- Río Cruces, Chile
- Monumento natural Lahuen Ñadi, Chile
- Pantanos de Villa, Perú
- Ciénaga Grande de Santa Marta, Colombia

### Oceanía
- Parque nacional Pantano Hasties, Australia
- Parque nacional Pantano de la Cesta, Australia